# Draba hidalgensis
Draba hidalgensis là một loài thực vật có hoa trong họ Cải. Loài này được Calderón mô tả khoa học đầu tiên năm 1970.